# Mentawak Ulu
Mentawak Ulu is een bestuurslaag in het regentschap Sarolangun van de provincie Jambi, Indonesië. Mentawak Ulu telt 2055 inwoners (volkstelling 2010).